# Pompu
Pompu település Olaszországban, Szardínia régióban, Oristano megyében. Lakosainak száma 220 fő (2023. január 1.). Pompu Masullas, Morgongiori, Simala, Siris és Curcuris községekkel határos.

## Népesség
A település lakossága az elmúlt években az alábbi módon változott:
| Lakosok száma | 256  | 253  | 220  |
|               | 2017 | 2018 | 2023 |